# Chintara Sukapatana
Chintara Sukapatana (em tailandês: จินตหรา สุขพัฒน์, Samut Prakan, 22 de janeiro de 1965) é uma atriz de cinema tailandesa. Seu papel mais conhecido foi como Trinh no filme de 1987 de Hollywood, Good Morning, Vietnam, no qual ela co-estrelou ao lado de Robin Williams. Na época, ela era uma estudante na Universidade Krirk.

## Filmografia
- Song Pee Nong (1985)
- Pai Sa Nee Seu Rak (1986)
- Raeng Ngao (1986) Thai TV Drama
- Good Morning, Vietnam (1987)
- Chaloey Sak (1991) Thai TV Drama
- Song Fang Klong (1992) Thai TV Drama
- Hong 2 Run 44 (1992)
- Amdaeng Muen kab nai Rid (1994)
- Once Upon a Time (1994)
- Muean Khon La Fark Fah (1995) Thai TV Drama
- Karn Kridsana (1996) Thai TV Drama
- Benjarong 5 See (1996) Thai TV Drama
- Roong Sarm See (1997) Thai TV Drama
- See Mai Karn (1999) Thai TV Drama
- Ayarak (2000) Thai TV Drama
- Dokkaew Karabuning (2000) Thai TV Drama
- Nang Show (2003) Thai TV Drama
- Dong Dok Moey (2003) Thai TV Drama
- Feng Shui (2003)
- Dek hor (2006)
- Love, Not Yet (2011)